# Якуб Дворскі
Якуб Дворські (нар. 19 серпня 1978) — дизайнер і творець відеоігор з Брно, Чехія. 2003 року він заснував Amanita Design, невелику незалежну студію розробки ігор у Чехії.

## Життя і кар'єра
У 1994—1997 роках він був частиною студії відеоігор NoSense. Брав участь у розробці проєктів Dračí Historie («Історія дракона»), Katapult («Катапульта») та Asmodeus: Tajemný kraj Ruthaniolu («Асмодей: Таємнича країна Рутаніола»). Студія припинила свою діяльність у 1997 році. У 1997—2003 роках навчався в Академії мистецтв, архітектури та дизайну в Празі. Його навчав Їржі Барта.
У 2003 році заснував компанію Amanita Design і випустив свій перший проєкт Samorost («Maverick»). Дизайн Amanita був частково створений з колишніх співробітників NoSense. Студія розробляє ігри на Flash. Більшість проєктів були пригодницькими іграми Point-and-Click. Дворський працював над такими проєктами, як Samorost 2, Machinarium і Samorost 3, який вийшов 24 березня 2016 року після п'яти років розробки. Його остання гра, Happy Game, вийшла у 2021 році. Він також працював над анімаційним фільмом Kooky, за який отримав номінацію на чеський лев

### Ігри
- Історія дракона — (1995)
- Катапульта — (1996)
- Асмодей — (1997)
- Саморост (2003)
- Rocketman VC — гра для Nike (2004)
- Саморост 2 (2005)
- The Quest for the Rest — гра для The Polyphonic Spree (2006)
- Questionaut — навчальна гра для BBC (2008)
- Машинаріум (2009)
- Botanicula (2012)
- Саморост 3 (2016)
- Чучель (2018)
- Паломники (2019)
- Скрипи (2020)
- Щаслива гра (2021)

### Нагороди
Зі своєю студією Amanita Design Дворський отримав багато нагород. Machinarium здобув нагороду за найкращу інді-гру 2009 від Gamasutra та нагороду за найкращий саундтрек у відеогрі від PC Gamer. Botanicula здобула нагороду European Games Award 2012 у категорії «Найкраща європейська пригодницька гра».